# Ла-Калера (Чили)
Ла-Калера (исп. La Calera) — город в Чили. Административный центр одноимённой коммуны. Население города — 47 836 человек (2002). Город и коммуна входит в состав провинции Кильота и области Вальпараисо.
Территория — 60,5 км². Численность населения — 50 554 жителя (2017). Плотность населения — 835,4 чел./км².

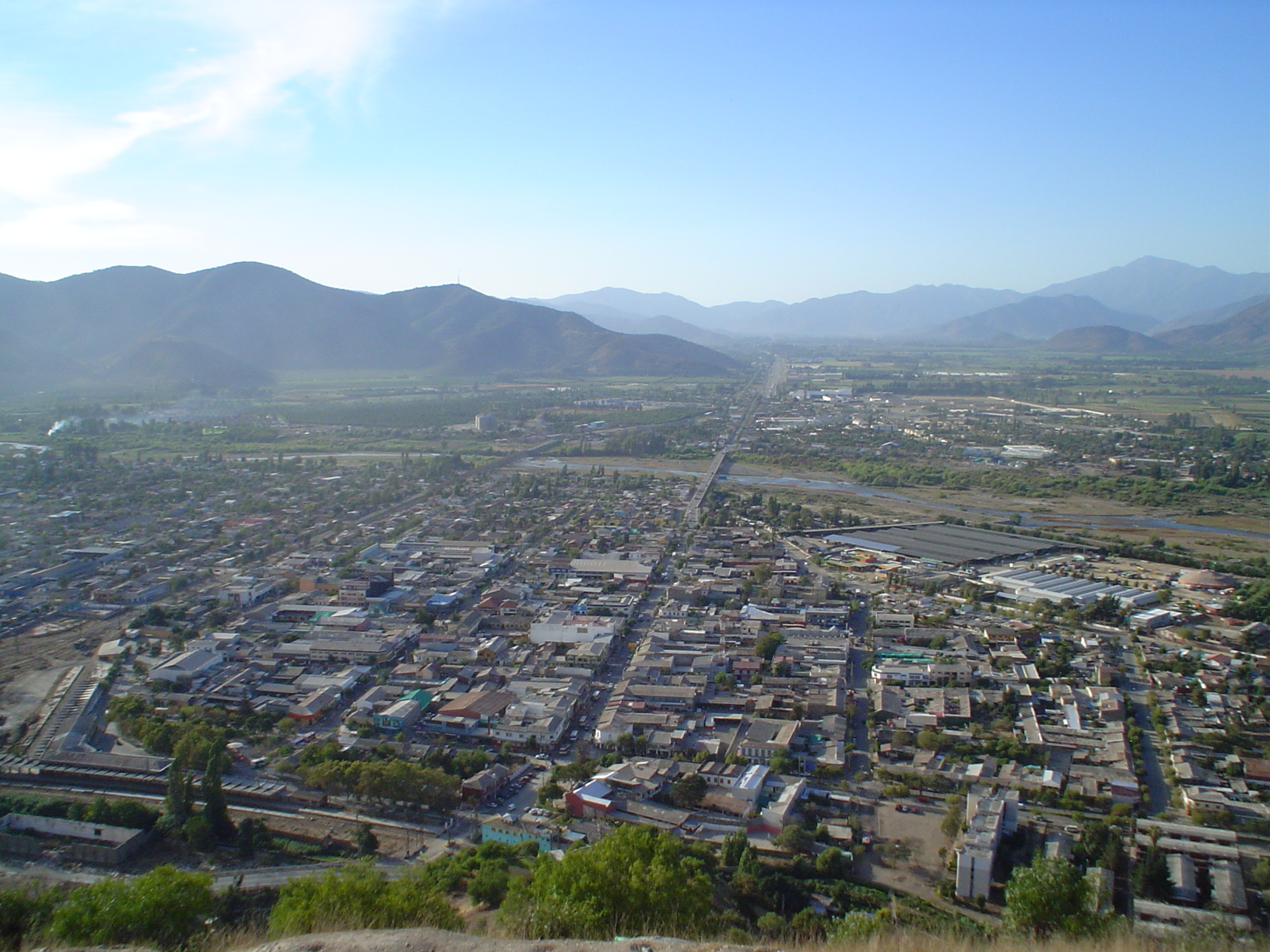
Вид на окрестности.

## Расположение
Город расположен в 51 км на северо-восток от административного центра области города Вальпараисо и в 12 км на юго-восток от административного центра провинции города Кильота.
Коммуна граничит:
- на севере — c коммуной Ногалес
- на востоке — с коммуной Ихуэлас
- на юге — c коммуной Кильота
- на западе — c коммуной Ла-Крус

## Демография
Согласно сведениям, собранным в ходе переписи 2017 г.  Национальным институтом статистики (INE),  население коммуны составляет:
| Полное население                          | Полное население                          | Полное население                          | Полное население                          | Полное население                          | 50 554 |
| ----------------------------------------- | ----------------------------------------- | ----------------------------------------- | ----------------------------------------- | ----------------------------------------- | ------ |
| в том числе:                              | Городское население                       | 48 668                                    | Процент городского населения, %           | 96,27                                     |        |
|                                           | Сельское население                        | 1 886                                     | Процент сельского населения, %            | 3,73                                      |        |
|                                           | Мужское население                         | 24 462                                    | Процент мужского населения, %             | 48,39                                     |        |
|                                           | Женское население                         | 26 092                                    | Процент женского населения, %             | 51,61                                     |        |
| Плотность населения, чел/км²              | Плотность населения, чел/км²              | Плотность населения, чел/км²              | Плотность населения, чел/км²              | Плотность населения, чел/км²              | 835,4  |
| Население коммуны в % к населению области | Население коммуны в % к населению области | Население коммуны в % к населению области | Население коммуны в % к населению области | Население коммуны в % к населению области | 2,78   |

| Динамика изменения населения коммуны | Динамика изменения населения коммуны | Динамика изменения населения коммуны | Динамика изменения населения коммуны |
| ------------------------------------ | ------------------------------------ | ------------------------------------ | ------------------------------------ |
| 1992                                 | 2002                                 | 2012                                 | 2017                                 |
| 45 776                               | 49 503▲                              | 50 221▲                              | 50 554▲                              |

## Важнейшие населенные пункты[4]
| № | Населённый пункт | Населённый пункт (исп.) | Категория | Население чел. (2002) | На карте                        |
| - | ---------------- | ----------------------- | --------- | --------------------- | ------------------------------- |
| 1 | Ла-Калера        | La Calera               | город     | 47836                 | 32°47′20″ ю. ш. 71°12′13″ з. д. |
| 2 | Пачакамита       | Pachacamita             | поселок   | 693                   | 32°49′05″ ю. ш. 71°10′32″ з. д. |
| 3 | Пачакама         | Pachacama               | поселок   | н/д                   | 32°50′20″ ю. ш. 71°08′51″ з. д. |
| 4 | Лас-Кабритас     | Las Cabritas            | поселок   | н/д                   | 32°48′07″ ю. ш. 71°10′37″ з. д. |